# Lefortovodistriktet

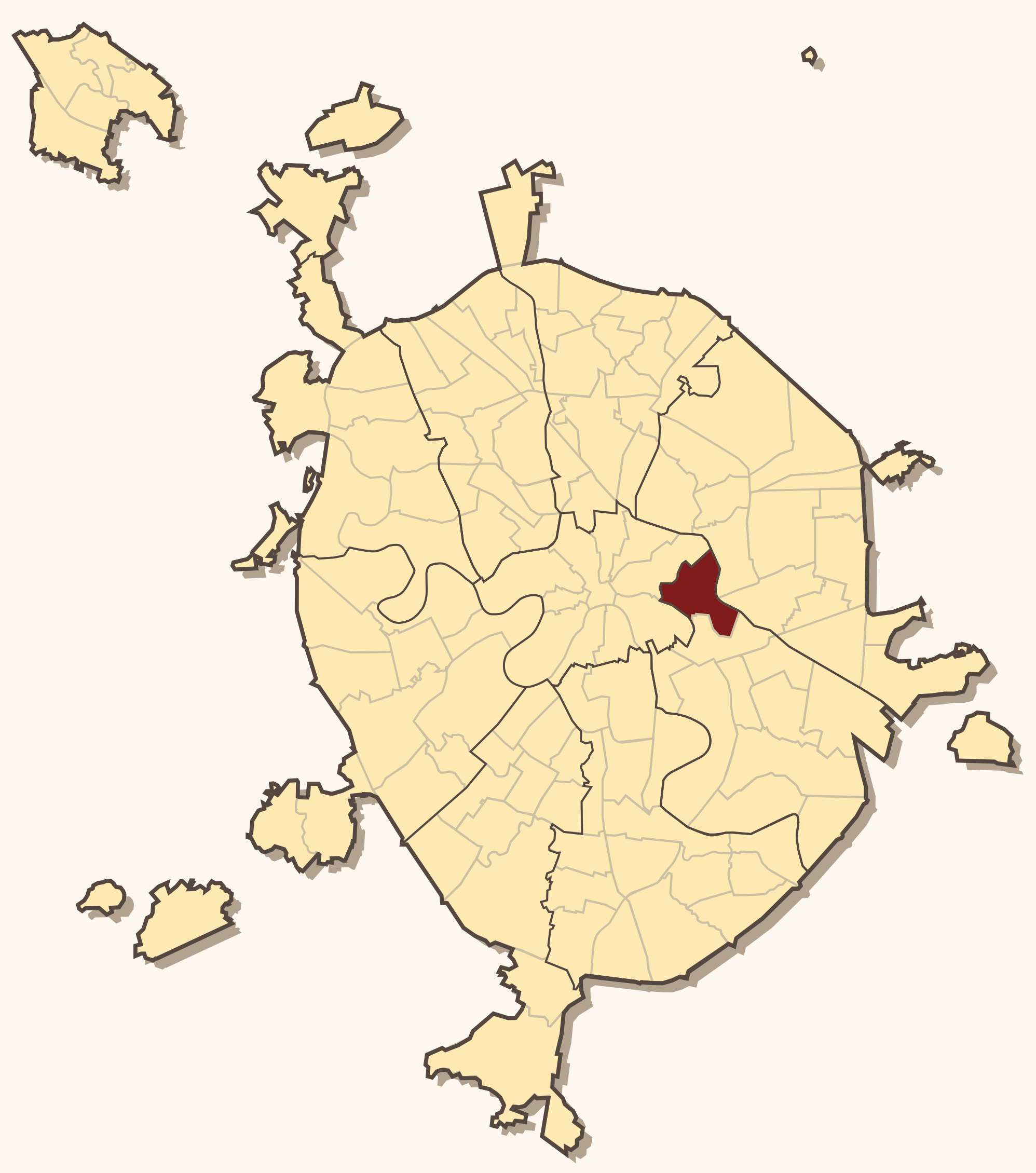
Lefortovodistriktets läge i Moskva.

Lefortovodistriktet (ryska: Pайо́н Лефо́ртово) är ett distrikt (rajon) i Moskva i Ryssland. I början av 2015 var folkmängden 92 417 invånare, och ytan uppgår till 9,06 km² (varav 8,73 km² var bebyggd areal år 2008). I området finns Lefortovotunneln, Lefortovofängelset och Lefortovoparken.